# Seznam dílů seriálu Gympl s (r)učením omezeným
Toto je seznam dílů seriálu Gympl s (r)učením omezeným. Český televizní seriál Gympl s (r)učením omezeným vysílá od 3. září 2012 každé pondělí a středu TV Nova. Ještě předtím, neděli 2. září 2012 byl premiérově odvysílán pilotní film. Dne 20. prosince 2012 uvedla TV Nova ve své tiskové zprávě, že chystá druhou sérii, která se měla vysílat na jaře roku 2013. Její úvodní díl měl premiéru 25. února 2013. Třetí řada byla premiérově uvedena od 26. srpna 2013. Dne 21. října 2013 pak bylo oznámeno, že třetí série je zatím poslední.

## Přehled řad
| Řada         | Díly         | Premiéra       | Premiéra          |
| Řada         | Díly         | První díl      | Poslední díl      |
| ------------ | ------------ | -------------- | ----------------- |
| Pilotní film | Pilotní film | 2. září 2012   | 2. září 2012      |
| 1            | 32           | 3. září 2012   | 19. prosince 2012 |
| 2            | 32           | 25. února 2013 | 19. června 2013   |
| 3            | 32           | 26. srpna 2013 | 11. prosince 2013 |

## Seznam dílů

### Pilotní film (2012)
Pilotní film byl natočen již během léta 2011. Podle deníku Blesk zpočátku nemělo vedení TV Nova peníze na další natáčení.
| Název                   | Režie         | Scénář                                    | Datum premiéry | Sledovanost (v mil.) |
| ----------------------- | ------------- | ----------------------------------------- | -------------- | -------------------- |
| A to je teprve začátek! | Jiří Chlumský | Lucie Paulová, Vilém Hakl a Lenka Hornová | 2. září 2012   | 1,516                |

### První řada (2012)
| Č. v seriálu | Č. v řadě | Název              | Režie         | Scénář                                          | Datum premiéry     | Sledovanost (v mil.) |
| ------------ | --------- | ------------------ | ------------- | ----------------------------------------------- | ------------------ | -------------------- |
| 1            | 1         | Dva nula pro Adama | Jiří Chlumský | Lucie Paulová, David Litvák a Lenka Hornová     | 3. září 2012       | 1,240                |
| 2            | 2         | Majčina volba      | Jiří Chlumský | Lucie Paulová, Jitka Musilová a Lenka Hornová   | 5. září 2012       | 1,025                |
| 3            | 3         | Píseň pro Elišku   | Jiří Chlumský | Lucie Paulová, Jitka Musilová a Lenka Hornová   | 10. září 2012      | 1,052                |
| 4            | 4         | V pasti            | Jiří Chlumský | Lucie Paulová, David Litvák a Lenka Hornová     | 12. září 2012      | 0,930                |
| 5            | 5         | Nová úča           | Jiří Chlumský | Lucie Paulová, Vilém Hakl a Lenka Hornová       | 17. září 2012      | 1,048                |
| 6            | 6         | Divná holka        | Jiří Chlumský | Lucie Paulová, Martin Poláček a Lenka Hornová   | 19. září 2012      | 0,950                |
| 7            | 7         | Velká sestra       | Jiří Chlumský | Lucie Paulová, David Litvák a Lenka Hornová     | 24. září 2012      | 0,991                |
| 8            | 8         | Školní lásky       | Jiří Chlumský | Lucie Paulová, Vilém Hakl a Lenka Hornová       | 26. září 2012      | 0,942                |
| 9            | 9         | Všechno špatně     | Jiří Chlumský | Lucie Paulová, Jan Drbohlav a Lenka Hornová     | 1. října 2012      | 0,970                |
| 10           | 10        | A co dál?          | Jiří Chlumský | Lucie Paulová, Jan Drbohlav a Lenka Hornová     | 3. října 2012      | 0,920                |
| 11           | 11        | Z deště pod okap   | Jiří Chlumský | Lucie Paulová, Jan Prušinovský a Lenka Hornová  | 8. října 2012      | 0,917                |
| 12           | 12        | O fous             | Jiří Chlumský | Lucie Paulová, Jan Prušinovský a Lenka Hornová  | 10. října 2012     | 0,900                |
| 13           | 13        | Čí je to dítě?     | Jiří Chlumský | Lucie Paulová, Jan Prušinovský a Lenka Hornová  | 15. října 2012     | 1,047                |
| 14           | 14        | Útěk               | Jiří Chlumský | Lucie Paulová, Jan Drbohlav a Lenka Hornová     | 17. října 2012     | 0,932                |
| 15           | 15        | Vraťte se domů     | Jiří Chlumský | Lucie Paulová, Jan Drbohlav a Lenka Hornová     | 22. října 2012     | 1,005                |
| 16           | 16        | Halelůja           | Jiří Chlumský | Lucie Paulová, David Litvák a Lenka Hornová     | 24. října 2012     | 0,883                |
| 17           | 17        | Šťastné narozeniny | Libor Kodad   | Lucie Paulová, David Litvák a Lenka Hornová     | 29. října 2012     | 0,952                |
| 18           | 18        | Spousta možností   | Libor Kodad   | Lucie Paulová, Martin Poláček a Lenka Hornová   | 31. října 2012     | 0,867                |
| 19           | 19        | Oko za oko         | Libor Kodad   | Lucie Paulová, Jan Drbohlav a Lenka Hornová     | 5. listopadu 2012  | 0,911                |
| 20           | 20        | Prásk!             | Libor Kodad   | Lucie Paulová, Tomáš Baldýnský a Lenka Hornová  | 7. listopadu 2012  | 0,938                |
| 21           | 21        | Královna plesu     | Libor Kodad   | Lucie Paulová, Jan Prušinovský a Lenka Hornová  | 12. listopadu 2012 | 1,023                |
| 22           | 22        | Cukr a bič         | Libor Kodad   | Lucie Paulová, David Litvák a Lenka Hornová     | 14. listopadu 2012 | 0,945                |
| 23           | 23        | Hvězdná válka      | Libor Kodad   | Lucie Paulová, David Litvák a Lenka Hornová     | 19. listopadu 2012 | 0,989                |
| 24           | 24        | Dva kohouti        | Libor Kodad   | Lucie Paulová, David Litvák a Lenka Hornová     | 21. listopadu 2012 | 0,945                |
| 25           | 25        | Hozená rukavice    | Libor Kodad   | Lucie Paulová, Jan Drbohlav a Lenka Hornová     | 26. listopadu 2012 | 0,953                |
| 26           | 26        | Bolavá hlava       | Libor Kodad   | Lucie Paulová, Halina Pawlovská a Lenka Hornová | 28. listopadu 2012 | 0,938                |
| 27           | 27        | Prstýnek           | Libor Kodad   | Lucie Paulová, Jan Prušinovský a Lenka Hornová  | 3. prosince 2012   | 1,060                |
| 28           | 28        | Štěnice            | Libor Kodad   | Lucie Paulová, Martin Poláček a Lenka Hornová   | 5. prosince 2012   | 1,120                |
| 29           | 29        | Stůj nebo střelím  | Libor Kodad   | Lucie Paulová, Tomáš Baldýnský a Lenka Hornová  | 10. prosince 2012  | 1,208                |
| 30           | 30        | Světlé zítřky      | Libor Kodad   | Lucie Paulová, Martin Poláček a Lenka Hornová   | 12. prosince 2012  | 1,220                |
| 31           | 31        | Volný pád          | Libor Kodad   | Lucie Paulová, David Litvák a Lenka Hornová     | 17. prosince 2012  | 1,316                |
| 32           | 32        | Velké finále       | Libor Kodad   | Lucie Paulová, David Litvák a Lenka Hornová     | 19. prosince 2012  | 1,332                |

### Druhá řada (2013)
Dne 20. prosince 2012 potvrdila TV Nova ve své tiskové zprávě k ukončení první série, že se seriál na jaře roku 2013 vrátí ve druhé řadě. V ní již neúčinkuje Libuše Šafránková, na jejíž místo přišel Jan Šťastný.
| Č. v seriálu | Č. v řadě | Název                   | Režie           | Scénář                       | Datum premiéry  | Sledovanost (v mil.) |
| ------------ | --------- | ----------------------- | --------------- | ---------------------------- | --------------- | -------------------- |
| 33           | 1         | Kdo s koho              | Libor Kodad     | Jitka Bártů a Kateřina Bártů | 25. února 2013  | 0,960                |
| 34           | 2         | Tak si mě poslechni!    | Libor Kodad     | Jitka Bártů a Kateřina Bártů | 27. února 2013  | 0,899                |
| 35           | 3         | Ztráty                  | Libor Kodad     | Jitka Bártů a Kateřina Bártů | 4. března 2013  | 0,888                |
| 36           | 4         | Měsíc nad ránem         | Libor Kodad     | Jitka Bártů a Kateřina Bártů | 6. března 2013  | 0,913                |
| 37           | 5         | Prachy, prašule, prášky | Jiří Chlumský   | Jitka Bártů a Kateřina Bártů | 11. března 2013 | 0,883                |
| 38           | 6         | Hříšný tanec            | Jiří Chlumský   | Jitka Bártů a Kateřina Bártů | 13. března 2013 | 0,800                |
| 39           | 7         | Zlámaná srdce           | Jiří Chlumský   | Jitka Bártů a Kateřina Bártů | 18. března 2013 | 0,913                |
| 40           | 8         | Někteří chtějí až moc   | Jiří Chlumský   | Jitka Bártů a Kateřina Bártů | 20. března 2013 | 0,871                |
| 41           | 9         | Tajemná kontrola        | Libor Kodad     | Jitka Bártů a Kateřina Bártů | 25. března 2013 | 0,935                |
| 42           | 10        | Mikulášské překvápko    | Libor Kodad     | Jitka Bártů a Kateřina Bártů | 27. března 2013 | 0,900                |
| 43           | 11        | Olympijský borec        | Libor Kodad     | Jitka Bártů a Kateřina Bártů | 3. dubna 2013   | 0,938                |
| 44           | 12        | Duchové Vánoc           | Libor Kodad     | Jitka Bártů a Kateřina Bártů | 8. dubna 2013   | 0,990                |
| 45           | 13        | Jak na Nový rok         | Libor Kodad     | Jitka Bártů a Kateřina Bártů | 10. dubna 2013  | 0,919                |
| 46           | 14        | Zatoulaná kočka         | Libor Kodad     | Jitka Bártů a Kateřina Bártů | 15. dubna 2013  | 0,948                |
| 47           | 15        | Splněná přání           | Libor Kodad     | Jitka Bártů a Kateřina Bártů | 17. dubna 2013  | 0,822                |
| 48           | 16        | Pololetní odhalení      | Libor Kodad     | Jitka Bártů a Kateřina Bártů | 22. dubna 2013  | 0,895                |
| 49           | 17        | Francouzská spojka      | Libor Kodad     | Jitka Bártů a Kateřina Bártů | 24. dubna 2013  | 0,919                |
| 50           | 18        | Pod jednou střechou     | Libor Kodad     | Jitka Bártů a Kateřina Bártů | 29. dubna 2013  | 0,936                |
| 51           | 19        | Z kopce dolů            | Libor Kodad     | Jitka Bártů a Kateřina Bártů | 6. května 2013  | 0,949                |
| 52           | 20        | Dnes je ples            | Libor Kodad     | Jitka Bártů a Kateřina Bártů | 8. května 2013  | 0,927                |
| 53           | 21        | Body a fauly            | Vojtěch Moravec | Jitka Bártů a Kateřina Bártů | 13. května 2013 | 0,930                |
| 54           | 22        | Nevítaný host           | Vojtěch Moravec | Jitka Bártů a Kateřina Bártů | 15. května 2013 | 0,816                |
| 55           | 23        | Aprílové nachytávky     | Vojtěch Moravec | Jitka Bártů a Kateřina Bártů | 20. května 2013 | 0,855                |
| 56           | 24        | Mejdan století          | Vojtěch Moravec | Jitka Bártů a Kateřina Bártů | 22. května 2013 | 0,948                |
| 57           | 25        | Silný kafe              | Vojtěch Moravec | Jitka Bártů a Kateřina Bártů | 27. května 2013 | 0,971                |
| 58           | 26        | Všechno jde             | Vojtěch Moravec | Jitka Bártů a Kateřina Bártů | 29. května 2013 | 0,917                |
| 59           | 27        | Volný pád               | Libor Kodad     | Jitka Bártů a Kateřina Bártů | 3. června 2013  | 0,941                |
| 60           | 28        | Spravný směr            | Libor Kodad     | Jitka Bártů a Kateřina Bártů | 5. června 2013  | 0,883                |
| 61           | 29        | Den dětí                | Libor Kodad     | Jitka Bártů a Kateřina Bártů | 10. června 2013 | 0,938                |
| 62           | 30        | Eliška ráda divočinu    | Libor Kodad     | Jitka Bártů a Kateřina Bártů | 12. června 2013 | 0,885                |
| 63           | 31        | Stupně vítězů           | Libor Kodad     | Jitka Bártů a Kateřina Bártů | 17. června 2013 | 0,967                |
| 64           | 32        | Samé jedničky           | Libor Kodad     | Jitka Bártů a Kateřina Bártů | 19. června 2013 | 0,982                |

### Třetí řada (2013)
Dne 30. dubna 2013 bylo oznámeno, že má TV Nova objednanou již 3. řadu seriálu, zařazení do vysílání pak bylo potvrzeno 1. srpna téhož roku. Tato série je podle oficiálního vyjádření kvůli nižší sledovanosti zatím poslední.
| Č. v seriálu | Č. v řadě | Název                       | Režie                           | Scénář                                                         | Datum premiéry     | Sledovanost (v mil.) |
| ------------ | --------- | --------------------------- | ------------------------------- | -------------------------------------------------------------- | ------------------ | -------------------- |
| 65           | 1         | Výbuch                      | Vojtěch Moravec                 | Jitka Bártů, Kateřina Bártů a Lenka Hornová                    | 26. srpna 2013     | 0,897                |
| 66           | 2         | Nejlepší kamarád            | Vojtěch Moravec                 | Jitka Bártů, Kateřina Bártů a Lenka Hornová                    | 28. srpna 2013     | 0,807                |
| 67           | 3         | Seniorgympl s.r.o.          | Vojtěch Moravec                 | Jitka Bártů, Kateřina Bártů a Lenka Hornová                    | 2. září 2013       | 0,880                |
| 68           | 4         | Překvápko pro starýho       | Vojtěch Moravec                 | Jitka Bártů, Kateřina Bártů a Lenka Hornová                    | 4. září 2013       | 0,858                |
| 69           | 5         | Výsledky                    | Vojtěch Moravec                 | Jitka Bártů, Kateřina Bártů a Lenka Hornová                    | 9. září 2013       | 0,950                |
| 70           | 6         | Rozvod                      | Vojtěch Moravec                 | Jitka Bártů, Kateřina Bártů a Lenka Hornová                    | 11. září 2013      | 0,946                |
| 71           | 7         | Pomocník                    | Vojtěch Moravec                 | Jitka Bártů, Kateřina Bártů a Lenka Hornová                    | 16. září 2013      | 0,896                |
| 72           | 8         | Kikina                      | Vojtěch Moravec                 | Jitka Bártů, Kateřina Bártů a Lenka Hornová                    | 18. září 2013      | 0,869                |
| 73           | 9         | Dohazovači                  | Libor Kodad                     | Jitka Bártů, Kateřina Bártů a Lenka Hornová                    | 23. září 2013      | 0,859                |
| 74           | 10        | Výsledky                    | Libor Kodad                     | Jitka Bártů, Kateřina Bártů a Lenka Hornová                    | 25. září 2013      | 0,859                |
| 75           | 11        | Akce a reakce               | Libor Kodad                     | Jitka Bártů, Kateřina Bártů a Lenka Hornová                    | 30. září 2013      | 0,920                |
| 76           | 12        | Matylda                     | Libor Kodad                     | Jitka Bártů, Kateřina Bártů a Lenka Hornová                    | 2. října 2013      | 0,833                |
| 77           | 13        | Odhalení                    | Vojtěch Moravec                 | Jitka Bártů, Kateřina Bártů a Lenka Hornová                    | 7. října 2013      | 0,847                |
| 78           | 14        | Prohra                      | Vojtěch Moravec                 | Jitka Bártů, Kateřina Bártů a Lenka Hornová                    | 9. října 2013      | 0,896                |
| 79           | 15        | Tři rozchody a jedna svatba | Vojtěch Moravec                 | Jitka Bártů, Kateřina Bártů a Lenka Hornová                    | 14. října 2013     | 0,922                |
| 80           | 16        | Přejdi Jordán               | Vojtěch Moravec                 | Jitka Bártů, Kateřina Bártů a Lenka Hornová                    | 16. října 2013     | 0,886                |
| 81           | 17        | Nová éra                    | Marián Kleis a Vojtěch Moravec  | Lucie Paulová, Jonáš Paul a Jiří Suchý z Tábora                | 21. října 2013     | 0,864                |
| 82           | 18        | Poslední výstřel            | Marián Kleis a Vojtěch Moravec  | Lucie Paulová, Jonáš Paul a Jiří Suchý z Tábora                | 23. října 2013     | 0,853                |
| 83           | 19        | Viróza                      | Marián Kleis a Vojtěch Moravec  | Lucie Paulová, Jonáš Paul a Stanislav Fisher                   | 28. října 2013     | 0,880                |
| 84           | 20        | Helenka                     | Marián Kleis a Vojtěch Moravec  | Lucie Paulová, Jonáš Paul a Stanislav Fisher                   | 30. října 2013     | 0,860                |
| 85           | 21        | Dlouhá noc                  | Vojtěch Moravec a Martin Kopp   | Lucie Paulová, Jonáš Paul, Jiří Suchý z Tábora a Lenka Hornová | 4. listopadu 2013  | 0,890                |
| 86           | 22        | Ctirad a Šárka              | Vojtěch Moravec a Martin Kopp   | Lucie Paulová, Jonáš Paul, Jiří Suchý z Tábora a Lenka Hornová | 6. listopadu 2013  | 0,795                |
| 87           | 23        | Podraz                      | Vojtěch Moravec a Martin Kopp   | Lucie Paulová, Jonáš Paul, Jiří Suchý z Tábora a Lenka Hornová | 11. listopadu 2013 | 0,944                |
| 88           | 24        | Trojka z chování            | Vojtěch Moravec a Martin Kopp   | Lucie Paulová, Jonáš Paul, Jiří Suchý z Tábora a Lenka Hornová | 13. listopadu 2013 | 0,941                |
| 89           | 25        | Dědictví                    | Libor Kodad a Vojtěch Moravec   | Lucie Paulová, Jonáš Paul a Jiří Suchý z Tábora                | 18. listopadu 2013 | 0,924                |
| 90           | 26        | Milionář z tělocvičny       | Libor Kodad a Vojtěch Moravec   | Lucie Paulová, Jonáš Paul a Jiří Suchý z Tábora                | 20. listopadu 2013 | 0,899                |
| 91           | 27        | Škola zlomených srdcí       | Libor Kodad a Vojtěch Moravec   | Lucie Paulová, Jonáš Paul a Jiří Suchý z Tábora                | 25. listopadu 2013 | 0,956                |
| 92           | 28        | Dvě čárky                   | Libor Kodad a Vojtěch Moravec   | Lucie Paulová, Jonáš Paul a Stanislav Fisher                   | 27. listopadu 2013 | 0,883                |
| 93           | 29        | Horší už to nebude          | Vojtěch Moravec a Jiří Chlumský | Lucie Paulová, Jonáš Paul a Jiří Suchý z Tábora                | 2. prosince 2013   | 0,936                |
| 94           | 30        | Pohotovost                  | Vojtěch Moravec a Jiří Chlumský | Lucie Paulová, Jonáš Paul a Jiří Suchý z Tábora                | 4. prosince 2013   | 0,965                |
| 95           | 31        | Zkouška odvahy              | Vojtěch Moravec a Jiří Chlumský | Lucie Paulová, Jonáš Paul a Jiří Suchý z Tábora                | 9. prosince 2013   | 0,866                |
| 96           | 32        | The End                     | Vojtěch Moravec a Jiří Chlumský | Lucie Paulová, Jonáš Paul a Jiří Suchý z Tábora                | 11. prosince 2013  | 1,012                |